# Хиљаду деветсто осамдесет четврта (филм)
Хиљаду деветсто осамдесет четврта (енгл. Nineteen Eighty-Four) је британски дистопијски научнофантастични драмски филм из 1984. године, режисера и сценаристе Мајкла Радфорда, заснован на истоименом роману Џорџа Орвела. Главне улоге у филму тумаче Џон Херт, Ричард Бартон, Сузана Хамилтон и Сирил Кјузак. Прича прати Винстона Смита, нижег државног службеника у ратом разореном Лондону којим влада Океанија, тоталитарна супер-држава. Он се бори да одржи свој здрав разум и контролу над стварношћу, јер огромна моћ и утицај режима прогоне индивидуализам и индивидуално размишљање како на политичком тако и на личном нивоу.
Ово је последњи филм у коме је глумио Ричард Бартон, а сам филм је посвећен њему. Филм је био номинован за награду БАФТА за најбољу уметничку режију и освојио је две британске филмске награде Ивнинг Стандард за најбољи филм и најбољег глумца.

## Радња
У дистопијској 1984, Винстон Смит живи у тоталитарној супер-држави Океанији под сталним надзором полиције мисли. Он станује у Лондону, главном граду територије Писта један, некадашње Енглеске, и ради у малој канцеларији у Министарству истине, где преправља историју како је диктирају Партија и њен врховни вођа, Велики брат, који се никада не појављује јавно, већ само на пропагандним постерима, рекламним билбордима и телевизијским мониторима. Такође повремено присуствује јавним скуповима на Тргу победе где се грађанима приказују пропагандни филмови о актуелној ратној ситуацији, као и контрадикторне и лажне вести о ратним напорима Океаније да уједини цивилизовани свет под влашћу Великог брата. Док је његов колега и комшија Парсонс задовољан што следи државне законе, Винстон, прогоњен болним сећањима из детињства и немирним телесним жељама, води тајни дневник својих приватних мисли, креирајући тако доказе о свом злочину мисли. Међутим, он то покушава да уради ван домашаја телекрана, како би сачувао своју безбедност.
Његов живот се изненада мења када му се обрати колегиница из Шире партије, Џулија, мистериозна, смела, сензуална и слободоумна млада жена која ради као механичар штампарских машина у Министарству истине, и започињу незакониту аферу. Током свог првог сусрета у удаљеном селу, они размењују субверзивне идеје. Убрзо након тога, Винстон изнајмљује собу изнад залагаонице у мање рестриктивној пролетерској области где настављају своју везу. Џулија набавља кријумчарену храну и одећу на црном тржишту и неколико месеци се тајно састају и заједно уживају у идиличном животу релативне слободе и задовољства.
Њиховој афери долази крај једне вечери, када полиција мисли изненада упадне у стан и ухапси их. Касније се открива да је телекран био скривен иза слике на зиду у њиховој соби забележио њихове преступе и да је старији власник залагаонице, господин Чарингтон, тајни агент полиције мисли. Винстон и Џулија су одведени у Министарство љубави да би били одвојено притворени, испитани и „рехабилитовани”. Тамо га систематски мучи О'Брајен, високорангирани члан Уже партије за кога је Винстон раније веровао да је агент покрета отпора који предводи највећи непријатељ Партије, Емануел Голдштајн.
О'Брајен подучава Винстона о правој сврси државе и о принципима двомисли  – способности да се истовремено прихватају два међусобно искључива става. Ради крајње рехабилитације, Винстон је доведен у собу 101, где му О'Брајен говори да ће бити подвргнут „најгорој ствари на свету”, дизајнираној посебно око Винстонових личних фобија. Када се суочи са овим неподношљивим ужасом – кавезом пуним подивљалих пацова – Винстонов психолошки отпор се коначно и неповратно сломи, и он хистерично одбацује своју верност Џулији. Сада потпуно потчињен и очишћен од било каквих бунтовничких мисли, импулса или личних веза, Винстон поправља своје физичко здравље и бива пуштен.
Винстон одлази у кафану „Под кестеном”, где је раније видео рехабилитоване мисаоне криминалце Џоунса, Аронсона и Радерфорда (који су и сами некада били истакнути чланови Шире партије, али су касније осрамоћени). Док седи над шаховском таблом, Винстону прилази Џулија, која је на сличан начин била „рехабилитована”. Они деле флашу пића и равнодушно размењују неколико речи о томе како су издали једно друго. Након што она оде, Винстон гледа снимак њега самог на великом телевизијском екрану како понизно и са кајањем признаје своје „злочине” против државе и моли за опроштај од сународника.
Након што чује новински извештај у којем је објављено да је океанијска војска потпуно поразила евроазијске снаге у северној Африци, Винстон, који је лишен слободе да мисли и осећа за себе и сведен на пуку олупину човека, а ускоро ће бити лишен и свог физичког постојања, гледа у слику Великог брата која се појављује на телекрану, а затим се окреће са сузама у очима док се у његовом гласу чују речи „Волим те”.

## Улоге
| Глумац          | Улога                 |
| --------------- | --------------------- |
| Џон Херт        | Винстон Смит          |
| Ричард Бартон   | О'Брајен              |
| Сузана Хамилтон | Џулија                |
| Сирил Кјузак    | господин Чарингтон    |
| Грегор Фишер    | Парсонс               |
| Џејмс Вокер     | Сајм                  |
| Ендру Вајлд     | Тилотсон              |
| Мерелина Кендал | госпођа Парсонс       |
| Џон Босвол      | Емануел Голдштајн     |
| Филис Логан     | спикерка на телекрану |
| Роџер Лојд-Пек  | конобар               |
| Боб Флег        | Велики брат (слика)   |